# 1826 в Україні

## Події
- Повстання Чернігівського полку 1826

## Особи

### Народились
- 13 січня, Ковальський Василь Даміанович (1826—1911) — український громадський і політичний діяч, письменник, перекладач, автор дитячих книжок, юрист. Посол до австрійського парламенту у 1873—1897 роках.
- 14 січня, Наумович Іван Григорович (1826—1891) — галицький письменник, політик, видавець, церковний і громадський діяч, греко-католицький (1851), а згодом православний (1885) священик, один із провідників галицького москвофільства, засновник Твариства імені Михайла Качковського.
- 5 лютого, Андрієвський Василь (1826—1879) — дяк, писар, вчитель, посол Галицького краєвого сейму 3-го скликання (1872—1876 роки).
- 17 лютого, Андріяшев Олексій Хомич (1826—1907) — український природознавець, меценат, педагог, громадський діяч, бджоляр, засновник «Практичної школи бджільництва».
- 17 лютого, Запара Дмитро Федорович (1826—1885) — український громадський і культурний діяч, лексикограф, фольклорист.
- 28 лютого, Юркевич Памфіл Данилович (1826—1874) — український філософ і педагог.
- 25 квітня, Євгеній (Шерешило) (1826—1897) — археолог, бібліофіл, освітній діяч, ректор Литовської духовної семінарії та настоятель Вільнюського Свято-Троїцького монастиря, єпископ Російської православної церкви (безпатріаршої).
- 30 квітня, Савчинський Сигізмунд Данилович (1826—1893) — український та польський галицький громадський діяч, педагог, публіцист.
- 1 травня, Юліан (Сас-Куїловський) (1826—1900) — єпископ Української Греко-Католицької Церкви; з 30 серпня 1899 року Митрополит Галицький та Архієпископ Львівський — предстоятель Української Греко-Католицької Церкви.
- 8 травня, Іоанн Пастелій (1826—1891) — священик та церковний ієрарх, єпископ Мукачівський (12 березня 1875 — 24 березня 1891).
- 8 травня, Станіслав Кардашевич (1826—1887) — шляхтич, дослідник історії міста Острога.
- 19 травня, Зигмунт Сераковський (1826—1863) — діяч польського й російського визвольного руху.
- 11 червня, Клеванов Олександр Семенович (1826—1889) — російський письменник, перекладач стародавніх класиків.
- 30 червня, Лебединцев Андрій Гаврилович (1826—1903) — український церковний діяч, учитель, автор повчань, настоятель Києво-Печерської Ольгинської церкви.
- 9 жовтня, Новицький Максиміліан (1826—1890) — галицький науковець-натураліст, займався ентомологією, спелеологією, ґеологією, іхтіологією, теріологією та природоохоронною справою. Автор першого у світі закону про охорону природи, який був прийнятий Галицьким Сеймом у 1868 році.
- 15 жовтня, Хараджаєв Олександр Давидович (1826—1894) — купець першої гільдії, меценат, міський голова Маріуполя.
- 5 листопада, Щенсний Козебродзький (1826—1900) — польський дідич (зем'янин), громадсько-політичний діяч, археолог. Голова правління Скалатської повітової ради.
- 5 грудня, Озаркевич Іван Іванович (1826—1903) — український греко-католицький священик, громадський та політичний діяч Галичини у ХІХ ст.
- 8 грудня, Соханський Георгій Дмитрович (1826—1892) — генерал від артилерії.
- 9 грудня, Лагоріо Лев Феліксович (1826—1905) — відомий художник-мариніст, перший учень Айвазовського, його підмайстер, представник кімерійської школи живопису.
- Віктор Баворовський (1826—1894) — граф, перекладач світової літератури польською мовою, бібліофіл, колекціонер.
- Бродзький Віктор Петрович (1826—1904) — польський скульптор.
- Любович Петро (1826—1869) — український композитор.

### Померли
- 3 січня, Муравйов-Апостол Іполіт Іванович (1806—1826) — прапорщик РІА, — декабрист.
- 31 січня, Прокопович Андрій Семенович (1756—1826) — український освітній та релігійний діяч, краєзнавець, письменник та історик Слобідської України.
- 7 березня, Григоренко Михайло (? — 1826) — київський купець, діяч київського магістрату, війт Києва в 1815–1826 роках.
- 28 червня, Фрідріх Маршал Біберштайн (1768—1826) — дослідник флори та археології південної частини Російської імперії. Він склав перший комплексний флористичний каталог Кримсько-Кавказького регіону.
- 21 вересня, Джунковський Василь Якович (1767—1826) — історик медицини, медик, філолог, перекладач, бібліограф, ректор Харківського університету (1821—1826).
- 3 грудня, Станіслав Пац (1703—1826) — польський шляхтич, лікар, науковець, довгожитель з Поділля (прожив 123 роки).
- Лакерда Пилип Пилипович (? — 1826) — київський купець, діяч київського магістрату, війт Києва в 1813—1814 роках.

## Засновані, створені
- Керченський історико-археологічний музей
- Будинок Маразлі (Одеса)
- Воронцовський палац (Одеса)
- Палац Потоцьких (Одеса)
- Костел святої Варвари (Бердичів)
- Покровський собор (Чугуїв)
- Церква святого Володимира (Кропивницький)
- Церква святого Дмитрія (Бурдяківці)
- Церква Чуда святого архистратига Михаїла в Хонах (Зубрець)
- Абрамівка (Вишгородський район)
- Анадоль
- Березівка (Ріпкинський район)
- Ободи
- Олійники (Сахновщинський район)